# Modern Way
Modern Way è un brano della band britannica Kaiser Chiefs, pubblicato il 7 novembre 2005 come quarto e ultimo singolo estratto dall'album Employment.
Il video promozionale del brano ha visto il debutto, nelle vesti di regista, del leader e cantante della band, Ricky Wilson, ed è stato co-diretto dal prolifico Scott Lyon.
I Cribs ne hanno fatto una cover e l'hanno utilizzata come lato B del loro singolo "Mirror Kissers". Nel 2006 la canzone è stata oggetto di una cover del Buena Vista Social Club  ed inserita nel disco Rhythms del Mundo.

## Tracce
- 7":

1. Modern Way
2. Run Again

- CD:

1. Modern Way
2. People Need Light

- Maxi-CD:

1. Modern Way
2. Moon
3. It Ain't Easy (demo)
4. Modern Way (Enhanced Video)